# プレセペ星団
座標:  08h 40m 24s, +19° 40′ 00″
プレセペ星団（プレセペせいだん、Praesepe 、M44、NGC 2632）はかに座にある散開星団である。

## 概要
プレセペ星団はかに座の中心、γ、η、θ、δ の各星で作られる四辺形の中心にある。属する星は577個で、揃っていっかくじゅう座の方向に41km/秒の速度で移動している。

## 名称
プレセペ（Praesepe ）はラテン語で「飼い葉桶」を意味し、γとδが飼い葉桶の餌を食べる2頭のロバに見立てられていたことに由来する。γの固有名アセルス・ボレアリス（Asellus Borealis）は「北のロバ」、δの固有名アセルス・アウストラリス（Asellus Australis ）は「南のロバ」という意味である。
英語では「ビーハイブ」（Beehive 、蜂の巣の意）と呼ばれる。中国では「積尸気（ししき）」または「積屍気（せきしき、宋史天文誌）」と呼ばれ、亡くなった人の魂が集まる、あるいは魂が天に昇っていく際に通過する場所だと考えられていた。

## 見え方
月のない晴れた夜には裸眼でもぼんやり見え、目の良い者ならいくつか星を認められる。オペラグラスでは星団がはっきりし始める。双眼鏡では全体の形が見え、観望には双眼鏡が最適である。大口径の望遠鏡で観測すると数百個の恒星が存在することが分かる。赤い星やオレンジ色の明るい星が確認できる。プレアデス星団 (M45) とは異なり、赤色巨星や白色矮星も存在することが知られている。

## 観測
肉眼でも見ることができ、紀元前からぼんやりとした星雲状の天体として存在が知られていた。古代ギリシアのアラトスは、M44がかすんで見えたら雨の前兆であると記している。紀元前130年頃の天文学者ヒッパルコスは星表に組み入れ、「小さな雲」「雲のような星」と記している。またトレミーは、彼がアルマゲストに neburae と記録したものの一つとして「（蟹の）胸にある雲のようなもの」と記述を残している。
この天体が恒星の集団であることを発見したのはガリレオ・ガリレイである。ガリレオは「プレセペと呼ばれる星雲は、ひとつの星でなく、40以上の小さな星の集団で、アセリ（驢馬、γ星とδ星を指す）の他に36個の星を観測した」とした。
1989年に打ち上げられた人工衛星ヒッパルコスによってプレセペ星団の星の視差が精密に観測され、これによってプレセペ星団の距離が577光年、年齢が約7億3000万年であることが明らかになった。プレセペ星団の年齢や固有運動はおうし座の散開星団であるヒアデス星団と非常によく似ているため、2つの星団は同じ星間雲から同時期に生まれた星団ではないかとする説もある。

## 星団内の太陽類似星に存在する太陽系外惑星
2012年、アメリカ・ジョージア州立大学のサム・クイン (Sam Quinn) らの研究チームは、フレッド・ローレンス・ホイップル天文台の1.5m望遠鏡を使ってプレセペ星団の53の恒星の視線速度を観測したところ、それらのうちの2星の視線速度にドップラー偏移が認められた
。
視線速度にドップラー偏移が確認されたのは、一つは太陽より僅かに大きいF型主系列星の Pr 0201 (10等星)、もう一つは太陽より僅かに小さいG型主系列星の Pr 0211 (12等星) で、いずれも太陽によく似た星である。それらの視線速度のドップラー偏移から、Pr 0201 には木星の半分ほどの質量で公転周期4日半の、Pr 0211 にはほぼ2倍で2日周期の、いずれもホット・ジュピターと呼ばれるタイプの惑星の存在が示唆された。
2016年には、Pr 0211 に木星の8倍近くで5300日周期の惑星質量天体の存在が示唆されている。
これまで星団を構成する恒星の系外惑星探査は、ほとんど行われていなかった。プレセペ星団のような星団は、銀河系ではありふれているため、今後の同様な観測によって系外惑星候補の発見数の増加が期待されている。
| 母恒星                             | Pr 0201 (BD +20°2184)        | Pr 0211                      |
| ---------------------------------- | ---------------------------- | ---------------------------- |
| 星座                               | かに座（プレセペ星団）       | かに座（プレセペ星団）       |
| V等級 (m)                          | 10.33                        | 12.15                        |
| 天文学上の意義                     |                              |                              |
| 意義                               | 星団内で発見された初の惑星系 | 星団内で発見された初の惑星系 |
| 軌道要素と性質（2016年6月1日現在） |                              |                              |
| 惑星の数                           | 1                            | 2                            |
| 位置 (J2000.0)                     |                              |                              |
| 赤経                               | 08h 41m 44.0s                | 08h 42m 11.0s                |
| 赤緯                               | +20°13′37″                   | +19°16′37″                   |
| 距離 (pc)                          | 170.0                        | 170.0                        |
| 物理的性質                         |                              |                              |
| 視直径 (R☉)                        | 1.167 (± 0.121)              | 0.827 (± 0.012)              |
| 質量 (M☉)                          | 1.234 (± 0.034)              | 0.935 (± 0.013)              |
| スペクトル分類                     | F7                           | G9                           |
| 表面温度 (K)                       | 6174.0 (± 50.0)              | ―                            |
| 金属量 [Fe/H]                      | 0.187 (± 0.038)              | ―                            |
| 年齢 （×百万年）                   | 0.578 (± 0.049)              | 0.79 (± 0.03)                |

| 星名      | 質量 (MJ )     | 軌道長半径 (au)     | 公転周期 (JD)              | 軌道離心率     | 軌道傾斜角 | 近点引数(°)    | 近点通過時刻 (JD)     | 惑星の半径 | 発見方法   | 発見年 |
| --------- | -------------- | ------------------- | -------------------------- | -------------- | ---------- | -------------- | --------------------- | ---------- | ---------- | ------ |
| Pr 0201 b | 0.54 (± 0.039) | ―                   | 4.4264 (± 0.007)           | ―              | ―          | ―              | 2455992.861 (± 0.053) | ―          | 視線速度法 | 2012年 |
| Pr 0211 b | 1.88 (± 0.02)  | 0.03184 (± 0.00015) | 2.14609 (± 2e-05)          | 0.017 (± 0.01) | ―          | 329.0 (± 35.0) | 2456678.6 (± 0.2)     | ―          | 視線速度法 | 2012年 |
| Pr 0211 c | 7.95 (± 0.25)  | 5.8 ( -1.4 +2.9 )   | 5300.0 ( -1800.0 +4450.0 ) | 0.7 (± 0.1)    | ―          | 103.0 (± 6.0)  | 2456709.0 (± 16.0)    | ―          | 視線速度法 | 2016年 |